# 史天安
史天安（1199年—1255年），字全甫，永清（今河北永清）人，金朝末年至元朝初年政治人物。史秉直次子，史枢的父亲。
1213年，随从父亲史秉直降附蒙古木华黎，在木华黎军中为质子。1217年，从讨伐锦州张致，胜利讨平。1221年，攻略陕西，生擒外号张铁枪的金朝鄜州骁将张资禄。1225年，兄史天倪在真定被武仙杀害，史天安率众与弟史天泽击败武仙。1229年，以功授行北京元帅府事，抚治真定。1232年随从伐金。镇压农民起义领袖梁满、苏杰等。灭金后，官至权真定五路万户，知中山府事。